# Trying Not to Love You
Trying Not to Love You – ballada rockowa kanadyjskiego zespołu Nickelback, wydana jako piąty singel z albumu Here and Now. Swoją premierę miał 20 sierpnia 2012 roku, wydany został przez wytwórnię Roadrunner. Nagrania zrealizowano w Mountain View Studios w Vancouver.

## Teledysk
Premiera teledysku do utworu „Trying Not to Love You” miała miejsce 17 grudnia 2012 roku. Wystąpił w nim amerykański aktor Jason Alexander oraz modelka Brooke Burns.

## Pozycje na listach
| Notowania                                        | Najwyższa pozycja |
| ------------------------------------------------ | ----------------- |
| Kanada (Canadian Hot 100)                        | 93                |
| Stany Zjednoczone (Billboard Hot 100)            | 104               |
| Stany Zjednoczone Rock Digital Songs (Billboard) | 12                |

## Twórcy
- Chad Kroeger – wokal prowadzący, gitary
- Mike Kroeger – gitara basowa
- Daniel Adair – perkusja, wokal wspierający
- Ryan Peake – gitary, wokal wspierający